# Sevilleja de la Jara (kommunhuvudort)
Sevilleja de la Jara är en kommunhuvudort i Spanien.   Den ligger i provinsen Toledo och regionen Kastilien-La Mancha, i den centrala delen av landet, 140 km sydväst om huvudstaden Madrid. Sevilleja de la Jara ligger 664 meter över havet och antalet invånare är 953.
Terrängen runt Sevilleja de la Jara är kuperad österut, men västerut är den platt.Runt Sevilleja de la Jara är det mycket glesbefolkat, med 4 invånare per kvadratkilometer. Närmaste större samhälle är Rosalejo, 16,1 km söder om Sevilleja de la Jara. Omgivningarna runt Sevilleja de la Jara är huvudsakligen savann.